# Deutsches Rechnungslegungs Standards Committee

Logo DRSC

Der DRSC – Deutsches Rechnungslegungs Standards Committee e. V. (DRSC) ist ein am 17. März 1998 gegründeter deutscher Verein zur Förderung der Fortentwicklung der Rechnungslegung. Er hat den Sitz in Berlin und tritt international als ASCG – Accounting Standards Committee of Germany (ASCG) auf. Das DRSC e. V. wurde durch das Bundesministerium der Justiz (BMJ; heute: Bundesministerium der Justiz und für Verbraucherschutz, BMJV) mit Vertrag vom 3. September 1998 und – nach einer vorübergehenden Aussetzung im Jahr 2010 – erneut am 2. Dezember 2011 als privates Rechnungslegungsgremium im Sinne von § 342 HGB anerkannt.
Der DRSC vertritt die Interessen seiner Mitglieder und der deutschen Wirtschaft bei internationalen Rechnungslegungsgremien. Dies geschieht unter anderem beim International Accounting Standards Board (IASB) und der European Financial Reporting Advisory Group (EFRAG). Wobei insbesondere die Rolle bei in der Nachhaltigkeitsberichterstattungssäule von EFRAG umstritten ist, da dem DRSC laut eines Gutachtens das Mandat im Bereich der Nachhaltigkeitsberichterstattung fehlt.

## Struktur

### Aktuelle Struktur
Die Organe und Gremien des DRSC sind:

#### Mitgliederversammlung
Die Mitgliederversammlung ist zuständig für die Wahl, Abberufung und Entlastung der Mitglieder des Verwaltungsrates und des Nominierungsausschusses, die Festsetzung der Höhe des Jahresbeitrages, den Wirtschaftsplan, die Feststellung des Jahresabschlusses und die Wahl des Abschlussprüfers sowie alle wesentlichen Geschäftsführungsmaßnahmen sowie für Änderungen und Ergänzungen dieser Satzung sowie die Auflösung des Vereins und die Verwendung seines Vermögens.
Mitglieder des DRSC sind Unternehmen, Verbände und juristische Personen, die von der Rechnungslegung betroffen sind. Die Mitglieder sind nach § 4 der Satzung des DRSC folgenden sog. Segmenten zugeordnet:
- Kapitalmarktorientierte Industrieunternehmen und deren Verbände
- Nichtkapitalmarktorientierte Industrieunternehmen und deren Verbände
- Banken und deren Verbände
- Versicherungen und deren Verbände
- Wirtschaftsprüfung und deren Verbände

Nach § 342 HGB dürfen die Mitgliedschaftsrechte der Mitglieder nur von Personen ausgeübt werden, die Rechnungsleger sind.

#### Verwaltungsrat
Der Verwaltungsrat
- legt die Grundsätze und Leitlinien für die Arbeit des Vereins fest,
- wählt die Mitglieder der Fachausschüsse,
- bestellt, berät und überwacht das Präsidium.

Der Verwaltungsrat hat 20 Mitglieder. Vorsitzender des Verwaltungsrats ist seit 2010 der Finanzvorstand der Siemens AG Ralf P. Thomas.
Nach § 12 der Satzung des DRSC hat das Bundesministerium der Justiz und für Verbraucherschutz das Recht, an den Sitzungen des Verwaltungsrates ohne Stimmrecht teilzunehmen.

#### Präsidium
Das Präsidium führt die Geschäfte des Vereins und leitet die Fachausschüsse. Präsident ist seit März 2021 Georg Lanfermann. Sein Vorgänger war Andreas Barckow.
Vizepräsident ist seit April 2021 Sven Morich.

#### Fachausschüsse
Die Fachausschüsse sind zuständig sind für die Facharbeit, also die Erstellung von Interpretationen der internationalen Rechnungslegungsstandards im Sinne von § 315e HGB, Rechnungslegungsstandards im Sinne von § 342 HGB, Stellungnahmen gegenüber nationalen und internationalen Adressaten zu Fragen der Rechnungslegung, Diskussionspapieren, sonstigen Stellungnahmen und Veröffentlichungen.
Das DRSC hat zwei Fachausschüsse:
- IFRS-Fachausschuss
- HGB-Fachausschuss

Mitglieder der Fachausschüsse dürfen nach § 342 HGB nur Personen sein, die Rechnungsleger sind.

#### Nominierungsausschuss
Der Nominierungsausschuss unterbreitet dem Verwaltungsrat Vorschläge für die Wahl der Mitglieder des Präsidiums und der Fachausschüsse. Nach § 14 der Satzung des DRSC sind die Vorschläge des Nominierungsausschusses für den Verwaltungsrat in dem Sinne verbindlich, dass nur vom Nominierungsausschuss vorgeschlagene Personen gewählt werden können.

### Struktur bis 2010
Bis zur Reform 2010 hatte das DRSC als Organe die Mitgliederversammlung und den Vorstand und als Gremien den Deutschen Standardisierungsrat (DSR) und Rechnungslegungs Interpretations Committee (RIC).

#### Organe bis 2010

##### Mitgliederversammlung
Die Mitgliederversammlung, die einmal jährlich stattfand, beschloss unter anderem über die Wahl und die Entlastung des Vorstands, den Jahresetat und das Drei-Jahres-Budget sowie über Satzungsänderungen.

##### Vorstand
Der Vorstand wählte die Mitglieder der beiden Gremien, genehmigte deren Geschäftsordnungen, überprüfte die Strategie des DRSC und war verantwortlich für die Sicherstellung der Finanzierung des Vereins.

#### Gremien bis 2010
Bis zur Einführung der Fachausschüsse 2010 erfolgte die Facharbeit in den Gremien Deutscher Standardisierungsrat (DSR) und Rechnungslegungs Interpretations Committee (RIC). Mitglieder von DSR und RIC durften nach § 342 HGB nur Personen sein, die Rechnungsleger sind.

##### Deutscher Standardisierungsrat (DSR)
Der DSR
- entwickelte die Empfehlungen zur Anwendung der Grundsätze über die Konzernrechnungslegung im Sinne von § 342 HGB, die Deutsche Rechnungslegungsstandards (DRS),
- erarbeitete Stellungnahmen
  - zu Diskussionspapieren und Standardentwürfen des International Accounting Standards Board (IASB),
  - zu Verlautbarungen anderer Rechnungslegungsorganisationen.

Präsidenten der DSR waren Hans Havermann (1998–2002), Klaus Pohle (2003–2005), Harald Wiedmann (2006–2007) und Liesel Knorr (2007–2011).

##### Rechnungslegungs Interpretations Committee (RIC)
Das RIC
- entwickelte Interpretationen der internationalen Rechnungslegungsstandards im Sinne von § 315a Abs. 1 HGB
- erarbeitete Stellungnahmen zu Interpretationsentwürfen des International Financial Reporting Interpretations Committee.

## Rechnungslegungsstandards
Der Deutsche Standardisierungsrat (DSR) des DRSC hat bisher mehrere Standards (DRS) zu verschiedenen Themen der Konzernrechnungslegung verabschiedet. Die Standards interpretieren die Rechnungslegungsvorschriften des Handelsgesetzbuches (HGB) und füllen Regelungslücken, wobei sie sich an internationalen Rechnungslegungsvorschriften orientieren. Die DRS wurden im Wesentlichen vom BMJ bekannt gemacht. Damit gilt die gesetzliche Vermutung des § 342 HGB, dass bei der Beachtung dieser Standards Konzernabschlüsse nach deutschem Bilanzrecht den Grundsätzen ordnungsgemäßer Buchführung entsprechen. Der rechtliche Charakter der DRS sowie deren Verpflichtungsgrad sind jedoch umstritten. Bis auf Regelungen zum Lagebericht betreffen sie ausschließlich nicht kapitalmarktorientierte Unternehmen, die nicht für eine Konzernrechnungslegung nach internationalen Vorschriften optiert haben.
Neben dem DRSC veröffentlicht das Institut der Wirtschaftsprüfer (IDW) Interpretationen der deutschen und internationalen Rechnungslegungsvorschriften in der Form von Standards.

## Finanzierung
Das DRSC e. V. finanziert seine Tätigkeit vollständig über Mitgliedsbeiträge aus der Privatwirtschaft sowie durch Lizenzvergabe, Veröffentlichungen und sonstige Einnahmen. Insbesondere die Finanzierung aus Mitgliedsbeiträgen sorgt bei weniger finanzstarken Akteuren, wie kleinen und mittleren Unternehmen (KMU), für Kritik. Diese können sich die Gebühren nicht leisten. Ein Abgleich der Größe der Mitgliedsunternehmen und der Mitgliedsgebühren ergibt, dass der Großteil der Finanzierung über Mitgliedsbeiträge von Großkonzernen gestemmt wird.
Das DRSC gibt zudem auf seiner Webseite an „selbstlos tätig zu sein“. Einen fehlenden Eintrag aus dem Zuwendungsempfängerregister kann man entnehmen, dass das DRSC nicht gemeinnützig agiert. Das DRSC agiert stattdessen laut einem der Ziele in der Satzung „die Interessen der deutschen Wirtschaft im Bereich der Rechnungslegung international zu vertreten“.

## Kritik
Das DRSC e. V. steht aufgrund seiner finanziellen Abhängigkeiten von Mitgliedsbeiträgen aus der Privatwirtschaft in der Kritik. Geäußert wurde diese, unter anderem in einem ausführlichen LinkedIn-Beitrag von EFRAG's Mitglied der Sustainability Reporting Technical Expert Group, Philippe Diaz. Dies hatte mehrere kritische Berichte des Tagesspiegel Background Sustainable Finance zur Folge. Selbst Monate nach der Kritik ist keine Besserung in Sicht und der Fachausschuss Nachhaltigkeitsberichterstattung hat nach wie vor keine Person, die als legitimer Repräsentat der Umweltperspektive gelten würde. Eine absolute Mehrheit der stimmberechtigten Mitglieder sind von Unternehmen, was demzufolge die öffentlichen Stellungnahmen des DRSC beeinflusst.
Die Kritik ist allerdings nicht neu, denn schon 2022 äußerten sich Wissenschaftler in einem zweiteiligen Aufsatz kritisch gegenüber der Governance- und Finanzierungsstruktur des DRSC.
Am 20. März 2024 schickten 16 Organisationen einen offenen Brief an das Bundesjustizminister Marco Buschmann und forderten ihn auf, dem DRSC wegen seiner Interessenskonflikte das Mandat zu entziehen.
Ein vom NABU und Germanwatch in Auftrag gegebenes Gutachten kam gar zu dem Schluss, dass der §342 des Handelsgesetzbuches dem DRSC gar kein Mandat gibt, die Bundesgierung international in der Nachhaltigkeitsberichterstattung zu vertreten. Der Verwaltungsrat des DRSC sah das mutmaßlich 2021 ähnlich, indem es das Bundesministerium der Justiz darum bat das Mandat für die Finanzberichterstattung auch auf die Nachhaltigkeitsberichterstattung auszuweiten.
Das DRSC hat inzwischen neben der Value Balancing Alliance (VBA) und dem International Sustainability Standards Board (ISSB) einen Eintrag auf Lobbypedia, indem die Kritik weiter ausgeführt wird.

## Belege
1. ↑  Gutachten zur Legitimation des DRSC in der Nachhaltigkeitsberichterstattung und Anforderungen an eine Anpassung der Rechtsgrundlage | Germanwatch e. V. Abgerufen am 24. April 2024.
2. ↑  Organe & Gremien • DRSC e. V. In: DRSC e. V. (drsc.de [abgerufen am 4. September 2017]).
3. ↑  DRSC e. V.: Satzung des Vereins. 2. Juli 2018, abgerufen am 24. August 2019.
4. ↑  WP/StB Georg Lanfermann • DRSC Website. Abgerufen am 16. September 2021 (deutsch).
5. ↑  Prof. Dr. Sven Morich zum Vizepräsidenten des DRSC gewählt • DRSC Website. 2. Februar 2021, abgerufen am 3. November 2021 (deutsch).
6. ↑  DRSC e. V.: Jahresbericht 2009. S. 92, abgerufen am 24. August 2019.
7. ↑   Bernhard Pellens, u. a.: Internationale Rechnungslegung: IFRS 1 bis 8, IAS 1 bis 41, IFRIC-Interpretationen, Standardentwürfe. Mit Beispielen, Aufgaben und Fallstudie, 2011, Seite 51.
8. ↑  Profil • DRSC e. V. In: DRSC e. V. (drsc.de [abgerufen am 4. September 2017]).
9. ↑  Profil • DRSC Website. Abgerufen am 8. März 2025 (deutsch).
10. ↑  Satzung des Vereins – DRSC - Deutsches Rechnungslegungs Standards Committee. In: DRSC. Deutsches Rechnungslegungs Standards Committee e. V., 21. Juli 2022, abgerufen am 8. März 2025.
11. ↑  Corporate Capture in der Standardsetzung - das DRSC als Handlanger von Großkonzernen. Abgerufen am 19. Februar 2024.
12. ↑  Friedrich Geiger: Kritik am DRSC wird lauter. In: Tagesspiegel Background Sustainable Finance. Verlag Der Tagesspiegel GmbH, 27. Juli 2023, abgerufen am 19. Februar 2024.
13. ↑  Cornelia Bahrmann: Fachausschuss Nachhaltigkeitsberichterstattung in kompletter Besetzung • DRSC Website. 18. Februar 2022, abgerufen am 19. Februar 2024 (deutsch).
14. ↑  Jochen Zimmermann, Julie Thies, Moritz Hölzer: DRSC : Verwaltungsrat beschließt neues Leitbild, Teil 1, Auf der Suche nach Legitimation und Geltung. In: KoR : internationale und kapitalmarktorientierte Rechnungslegung ; IFRS (= KoR : internationale und kapitalmarktorientierte Rechnungslegung ; IFRS. – Düsseldorf : Fachmedien Otto Schmidt, ISSN 1617-8084, ZDB-ID 2034821-6. – Vol. 22.2022, 7/8, p. 307–310). Band 22, Nr. 7/8, 2022 (econbiz.de [abgerufen am 19. Februar 2024]).
15. ↑  Friedrich Geiger: NGOs kritisieren Rolle des DRSC. In: Tagesspiegel. Tagesspiegel Background Sustainable Finance, 21. März 2024, abgerufen am 21. März 2024.
16. ↑  Gutachten zur Legitimation des DRSC in der Nachhaltigkeitsberichterstattung und Anforderungen an eine Anpassung der Rechtsgrundlage | Germanwatch e. V. Abgerufen am 8. Mai 2024.
17. ↑  Verwaltungsrat DRSC: Brief mit Betreff: Richtlinienvorschlag der Europäischen Kommission „Corporate Sustainability Reporting“. Deutsches Rechnungslegungs Standards Committee e.V, 26. Mai 2021, abgerufen am 8. Mai 2024.